# ناحیه وست، شهرستان افینگهام، ایلینوی
ناحیه وست، شهرستان افینگهام، ایلینوی (به انگلیسی: West Township) یک منطقهٔ مسکونی در ایالات متحده آمریکا است که در شهرستان افینگهام، ایلینوی واقع شده‌است. ناحیه وست ۴۶۷ نفر جمعیت دارد و ۱۷۴ متر بالاتر از سطح دریا واقع شده‌است.